# Krešimir Nemec
Krešimir Nemec (Županja, 29. svibnja 1953.), hrvatski književni znanstvenik i redoviti sveučilišni profesor.

## Životopis
Osnovnu školu i gimnaziju završio je u Zagrebu. Na Filozofskom fakultetu u Zagrebu diplomirao je 1977. godine (grupe: Jugoslavenski jezici i književnosti i Komparativna književnost). Magistarsku radnju obranio 1981., a doktorsku disertaciju ("Integracija i organizacija diskurzivnog u suvremenoj pripovjednoj prozi") 1985. godine. 
Na Filozofskom fakultetu u Zagrebu zaposlen je od 1979. u zvanju asistenta, zatim docenta (1986.), izvanrednog profesora (1991.) i redovitog profesora (1996.) Godine 2001. izabran je za redovitog profesora u trajnom zvanju. Predstojnik je Katedre za noviju hrvatsku književnost. Od 1986. do 1988. bio je predavač hrvatskog jezika i književnosti na Sveučilištu Ruhr u Bochumu. Godine 1992. koristio je stipendiju vlade Republike Austrije u Beču. Kao gost predavao na Sveučilištu Humboldt u Berlinu (1999.) i na Sveučilištu u Klagenfurtu (2004. – 2005.). Od 2018. profesor na Akademiji za umjetnost i kulturu u Osijeku, a od 2021. voditelj Odsjeka za povijest hrvatske književnosti HAZU.
Krešimir Nemec je redoviti član HAZU od 2008. godine; od 2011. do 2018. bio je član Akademijina Predsjedništva. Predavao je po pozivu te sudjelovao na brojnim znanstvenim skupovima u zemlji i inozemstvu (Ljubljana, Graz, Beč, Krakov, Budimpešta, Pečuh, Skoplje, Berlin, Göttingen, Hamburg, Pariz, Helsinki). Član je Društva hrvatskih književnika, PEN-a i Hrvatskoga filološkog društva. Od 2021. voditelj je edicije "Stoljeća hrvatske književnosti". Uređivao je časopise "Most", "Encyclopaedia moderna" te književnoteorijsku biblioteku "L" Zavoda za znanost o književnosti Filozofskog fakulteta u Zagrebu. Od 2011. glavni je i odgovorni urednik Akademijina časopisa "Forum" i član uredništva časopisa "Fluminensia". Njegovu znanstvenom djelu i radu posvećen je zbornik "Povijest, tekst, kontekst" (2020.) s prilozima dvadeset znanstvenika iz Hrvatske i inozemstva.
Nemec je priredio za tisak brojna djela hrvatskih pisaca (Kozarac, Šenoa, Kovačić, Andrić, Krleža, Zagorka, Desnica, Novak). Objavio je više od 200 znanstvenih radova u domaćim i stranim književnim časopisima.
Urednikom je časopisa Foruma, književnog mjesečnika Razreda za književnost HAZU (stanje od prosinca 2011. godine).

## Nagrade
Za svoj rad nagrađen je sljedećim nagradama: 
- Red Danice hrvatske s likom Marka Marulića (1998.)
- Godišnja Državna nagrada za znanost (1999.)
- Nagrada Hrvatske akademije znanosti i umjetnosti (1999.)
- Godišnja nagrada Josip i Ivan Kozarac (2003.)
- Nagrada Brandenburške akademije znanosti u Berlinu (2004.)
- Herderova nagrada za književnost u Beču (2005.)
- Veliki zlatni dukat Vukovarsko-srijemske županije (2012.)
- Nagrada Josip i Ivan Kozarac za životno djelo (2015.)
- Nagrada Vladimir Nazor za knjigu "Gospodar priče. Poetika Ive Andrića" (2017.)
- Godišnja nagrada Josip i Ivan Kozarac za "Leksikon hrvatskih pisaca" (2021.)

## Objavljene knjige
- Pripovijedanje i refleksija, Osijek, 1988.
- Vladan Desnica, Zagreb, 1988.
- Med literarno teorijo in zgodovino, Ljubljana,1990.
- Der kroatische Roman der achtziger Jahre, Zagreb, 1990.
- "Večernji akt" Pavla Pavličića i "Mor" Đure Sudete, Zagreb, 1994.
- Povijest hrvatskog romana od početaka do kraja 19. stoljeća, Zagreb, 1994.
- Tragom tradicije, Zagreb, 1995.
- Čitanka iz hrvatske književnosti XX. stoljeća (s M. Šicelom i J. Skokom), Zagreb, 1995.
- Antologija hrvatske novele, Zagreb, 1997.
- Povijest hrvatskog romana od 1900. do 1945. godine, Zagreb, 1998.
- Mogućnosti tumačenja, Zagreb, 2000.
- Leksikon hrvatskih pisaca (ur.), Zagreb, 2000.
- Hrvatski pripovjedači (ur.), Zagreb, 2001.
- Povijest hrvatskog romana do 1945. do 2000. godine, Zagreb, 2003.
- Putovi pored znakova. Portreti, poetike, identiteti, Zagreb, 2006.
- Čitanje grada. Urbano iskustvo u hrvatskoj književnosti, Zagreb, 2010.
- Gospodar priče. Poetika Ive Andrića. Zagreb, 2016.
- Glasovi iz tmine. Krležološke rasprave. Zagreb, 2017.
- Leksikon likova iz hrvatske književnosti. Zagreb, 2020.
- Narativne strategije. Zagreb, 2022.

## Vanjske poveznice
- http://info.hazu.hr/kresimir_nemec_biografija